# エスケーエレクトロニクス
株式会社エスケーエレクトロニクス（英: SK-Electronics Co., Ltd.）は、京都府京都市上京区に拠点を置く電気機器製造会社。

## 概要
液晶ディスプレイ製造に用いられるフォトマスクでは世界シェア3位であり、世界唯一の第10世代及び第11世代のフォトマスクを製造可能なラインを持つことを強みとする企業である。日本国内では京都府久世郡久御山町、滋賀県甲賀市に工場がある他、台湾南部の台南市にも製造子会社を持っている。半導体用フォトマスク製造部門を持つ他のフォトマスクメーカーと異なり、液晶ディスプレイを含むフラットパネルディスプレイ用の、大型フォトマスクの専業メーカーである。
同社が他社に先駆け世界で初めて製造を可能にした第10世代ライン用フォトマスクは、現在世界唯一の第10世代工場であるシャープの堺工場のみで使用されている。2010年後半からのTV向け需要の大幅な落ち込みにより、同工場は大きく稼働を落としており、2012年3月には台湾の鴻海精密工業との合弁となることが決まった。同社への第10世代フォトマスク発注も当初予定に対して低めに推移し、2012年9月期は売上の低下が顕著にみられた。
今後は同工場の稼働率を上げていくことが云われているが、具体的な施策はよく見えておらず、当面同社向け第10世代マスク需要は不透明なままといわざるを得ない。また、TV向けパネルの市況の大幅な悪化、および今後の見込みが不透明なことから、大型パネル工場への投資は大幅に減少し、第10世代以降の工場建設の具体的な計画は2012年7月現在存在しない（実施が見込まれる計画は比較的技術的に安定している第8世代が中心で、唯一中国で第10世代工場の発表があったのみ）。
そのため、同社の強みである第10世代用ラインは現状では強みとして生かし切れておらず、今後どう収益に結びつけていくかという難題の解決は未だ不透明なままである。鴻海グループとの関係性も含めて今後の推移が注目される。

## 沿革
- 1868年 石田旭山印刷所として創業[2]。
- 1934年 石田旭山印刷株式会社（後の株式会社写真化学）設立。
- 1981年 久御山事業所開設。
- 1988年 久御山事業所に新工場（現在の京都工場）開設。
- 2001年 株式会社写真化学より分社し、株式会社エスケーエレクトロニクスとして設立される。
- 2002年 台湾に製造及び販売会社・頂正科技股份有限公司を設立。
- 2003年 株式を店頭公開（現在のジャスダック）。
- 2005年 韓国に販売会社・SKE KOREA CO.,LTD.を設立。
- 2008年 滋賀工場を開設。
- 2010年 中国に販売会社・愛史科電子貿易（上海）有限公司を設立。
- 2015年 清原光学を子会社化。
- 2016年 高度管理医療機器等販売業・貸与許可証取得（医療機関QMS）。
- 2019年 本社、京都工場において「ISO13485」認証取得。
- 2020年 京都工場において「ISO45001」認証取得。